# Troféu HQ Mix de melhor edição especial nacional
Edição especial nacional é uma das categorias do Troféu HQ Mix, premiação brasileira dedicada aos quadrinhos que é realizada pela Associação dos Cartunistas do Brasil (ACB) e pelo Instituto do Memorial das Artes Gráficas do Brasil (IMAG) desde 1989.

## História
A categoria "Edição especial" foi criada na primeira edição do Troféu HQ Mix, em 1989, com o objetivo de premiar obras em quadrinhos publicadas em volume único. Até 2003, eram premiadas tanto obras brasileiras quanto obras de origem estrangeira publicadas por editoras nacionais.
A partir de 2004, a categoria foi subdividida em "Edição especial estrangeira" e "Edição especial nacional". No caso das obras estrangeiras, a eleição é baseada na data de lançamento de suas respectivas edições nacionais. Ambas as categorias são escolhidas por votação entre profissionais da área (roteiristas, desenhistas, jornalistas, editores, pesquisadores etc.) a partir de uma lista de sete indicados elaborada pela comissão organizadora do evento.

## Vencedores e indicados
| Ano  | Obra                                                                            | Autor(es)                                                                       | Editora                                                                         | Outros indicados | Notas         |
| ---- | ------------------------------------------------------------------------------- | ------------------------------------------------------------------------------- | ------------------------------------------------------------------------------- | --- | ------------- |
| 2004 | A moça que namorou com o bode                                                   | Klévisson Viana                                                                 | Tupynanquim / Coqueiro                                                          | | [ 3 ]         |
| 2005 | 10 Pãezinhos - crítica                                                          | Fábio Moon e Gabriel Bá                                                         | Devir                                                                           | | [ 4 ]         |
| 2006 | Santô e os pais da aviação                                                      | Spacca                                                                          | Cia. das Letras                                                                 | - Mariposa (Conrad) - Chalaça, o amigo do Imperador (Conrad) - Dom Quixote em Quadrinhos (Peirópolis) - Morte e Vida Severina em Quadrinhos (Independente) - Sertão Vermelho 2 (independente) - The Long Yesterday (Comic Store) | [ 5 ] [ 6 ]   |
| 2007 | 10 Pãezinhos - mesa para dois                                                   | Fábio Moon e Gabriel Bá                                                         | Devir                                                                           | - Caixa de Areia (Devir) - Chapa Quente (Independente) - Destino: Oeste (Tanta Tinta) - Encantarias (Independente) - O Instituto (Aeroplano) - O Messias (Opera Graphica) | [ 7 ] [ 8 ]   |
| 2008 | Laertevisão - coisas que não esqueci                                            | Laerte                                                                          | Conrad                                                                          | - A Boa Sorte De Solano Dominguez (Desiderata) - A Relíquia (Conrad) - Fetichast: Províncias dos Cruzados (Devir) - Irmãos Grimm Em Quadrinhos (Desiderata) - O Alienista (Agir) - O Corno Que Sabia Demais (Pixel) | [ 9 ] [ 10 ]  |
| 2009 | Mesmo Delivery                                                                  | Rafael Grampá                                                                   | Desiderata                                                                      | - Aú Capoeirista (Papel A2 Texto & Arte) - O Cabeleira (Desiderata) - Chibata! João Cândido e a Revolta que Abalou o Brasil (Conrad) - Menina Infinito (Desiderata) - Noite Luz (Via Lettera) - Prontuário 666 (Conrad) | [ 11 ] [ 12 ] |
| 2010 | MSP 50 - Mauricio de Sousa por 50 artistas                                      | vários autores                                                                  | Panini                                                                          | - Copacabana - S. Lobo e Odyr - Estação Luz - Guilherme Fonseca e Renoir Santos - Fractal - Marcela Godoy e Eduardo Ferigato - Os Brasileiros - André Toral - Sábado dos meus Amores - Marcello Quintanilha - Yeshuah - Laudo Ferreira Jr. e Omar Viñole | [ 13 ] [ 14 ] |
| 2011 | Bando de dois                                                                   | Danilo Beyruth                                                                  | Zarabatana                                                                      | - As Aventuras de Sir Charles Mogadon & do Conde Euphates de Açafrão (Terceiro Nome) - Cachalote (Cia das Letras) - Loucas de Amor (Ideias a Granel) - Peixe Peludo (Conrad) - Yeshuah (Devir) - Xampu - Lovely Losers (Devir) | [ 15 ] [ 16 ] |
| 2012 | Morro da Favela                                                                 | André Diniz                                                                     | Leya/Barba Negra                                                                | - Encruzilhada (Leya/Barba Negra); - Histórias do Clube da Esquina (Devir); - Oeste Vermelho (Devir); - Saino a percurá - Ôtra Vez (Zarabatana); - Tune 8 (Independente); - Vigor Mortis Comics (Zarabatana). | [ 17 ] [ 18 ] |
| 2013 | Astronauta - Magnetar                                                           | Danilo Beyruth                                                                  | Panini                                                                          | - A máquina de Goldberg (Quadrinhos na Cia.) - Alma (independente) - Desistência do azul (Zarabatana) - Monstros! (Quadrinhos na Cia.) - Suburbia (Retina 78 - LFC Produções - Globo Marcas) - V.I.S.H.N.U. (Quadrinhos na Cia.) | [ 19 ] [ 20 ] |
| 2014 | Turma da Mônica - Laços                                                         | Vitor Cafaggi e Lu Cafaggi                                                      | Panini                                                                          | - Chico Bento – Pavor Espaciar (Panini) - BioCyberdrama Saga (Editora UFG) - Parafusos, zumbis e monstros do espaço (Veneta) - Piteco – Ingá (Panini) - Sabor Brasilis (Zarabatana) - Terapia (Novo Século) | [ 21 ] [ 22 ] |
| 2015 | A Vida de Jonas                                                                 | Magno Costa                                                                     | Zarabatana                                                                      | - Aos Cuidados de Rafaela (Zarabatana) - Cumbe (Veneta) - Duas Luas (Gibiz) - Klaus (Balão Editorial) - L'Amour: 12 oz (Mino) - Tungstênio (Veneta) | [ 23 ] [ 24 ] |
| 2016 | La Dansarina                                                                    | Lillo Parra e Jefferson Costa                                                   | Quadro a Quadro                                                                 | - Aventuras da Ilha Tesouro – (Mino) - Beco do Rosário Vol 1 – (independente} - Dois Irmãos – (Quadrinhos na Cia.) - Louco: Fuga – (Panini) - Turma da Mônica - Lições – Panini - Hermínia – (Mino) - Lavagem – (Mino) - Pogando – (SESI-Quanta Quadrinhos) - Talco de Vidro – (Veneta) | [ 25 ] [ 26 ] |
| 2017 | Yeshuah - Absoluto                                                              | Laudo Ferreira                                                                  | Devir                                                                           | - A Lei de Murphy (Jupati) - Antologia HQ – Projeto HQ Ceará (Edições Demócrito Rocha – EDR) - Bidu: Juntos (Panini) - Bulldogma (Veneta) - Coisas de Adornar Paredes (Quadrinhofilia) - Hitomi (Balão Editorial) - Mônica: Força (Panini) - Uma Noite em L’Enfer (Mino) - Você é um Babaca, Bernardo (Mino) | [ 27 ] [ 28 ] |
| 2018 | Angola Janga                                                                    | Marcelo D'Salete                                                                | Veneta                                                                          | - A infância do Brasil - Labirinto - Mensur - A herança Becker - Dias de Horror – Chiaroscuro Studios Yearbook 2017 - Cão - Holandeses - Matei meu pai e foi estranho - O maestro, o cuco e a lenda - O sinal - Semilunar | [ 29 ] [ 30 ] |
| 2019 | Jeremias - Pele                                                                 | Rafael Calça e Jefferson Costa                                                  | Panini                                                                          | - Cadafalso - Imaginário Coletivo - O Outro Lado da Bola - O Santo Sangue - O Vazio que nos Completa - Por muito tempo tentei me convencer de que te amava - Romaria - Samurai Shirô - Todos os Santos | [ 31 ] [ 32 ] |
| 2020 | Roseira, Medalha, Engenho e Outras Histórias Jefferson Costa / Pipoca & Nanquim | Roseira, Medalha, Engenho e Outras Histórias Jefferson Costa / Pipoca & Nanquim | Roseira, Medalha, Engenho e Outras Histórias Jefferson Costa / Pipoca & Nanquim | - Capa Preta (Lourenço Mutarelli / Comix Zone) - Love Kills (Danilo Beyruth / DarkSide) - Luzes de Niterói (Marcello Quintanilha / Veneta) - O Elisio: Uma Jornada ao Inferno (Renato Dalmaso / AVEC) - O Obscuro Fichário dos Artistas Mundanos (Vários autores / Cepe) - Silvestre (Wagner Willian / DarkSide) - Tina: Respeito (Fefê Torquato / Panini Comics) - Três Buracos (Shiko / Mino) - Último Assalto (Daniel Esteves e Alex Rodrigues / Zapata) | [ 33 ] [ 34 ] |
| 2021 | Beco do Rosário Ana Luiza Koehler / editora Veneta                              | Beco do Rosário Ana Luiza Koehler / editora Veneta                              | Beco do Rosário Ana Luiza Koehler / editora Veneta                              | - Aconteceu Comigo: Histórias de Mulheres Reais em Quadrinhos (Laura Athayde / Balão) - Apagão: Fruto Proibido (Raphael Fernandes, Abel e Fabi Marques / Draco) - Aquarela (André Bernardino e Vitor Flynn / Balão) - Astronauta: Parallax (Danilo Beyruth / Panini Comics) - Boa Sorte (Helena Cunha / independente) - CWB (José Aguiar / Quadrinhofilia) - D.I.V.A.S Brasileiras (Guilherme Smee e Eduardo Ribas / independente) - Fronteiras do Além (Jayme Cortez / Pipoca & Nanquim) - Jeremias: Alma (Rafael Calça e Jefferson Costa / Panini Comics) - Os Donos da Terra (Daniela Fernandes Alarcon, Vitor Flynn Paciornik e Glicéria Jesus da Silva / Elefante) - Penadinho: Lar (Paulo Crumbim e Cristina Eiko / Panini Comics) | [ 35 ] [ 36 ] |
| 2022 | Brega Story Gidalti Jr. / Brasa                                                 | Brega Story Gidalti Jr. / Brasa                                                 | Brega Story Gidalti Jr. / Brasa                                                 | - Arlindo (Ilustralu / Seguinte) - Bendita Cura nº 3 (Mário César / independente) - Cidade Pequenina (Camilo Solano e Aldo Solano / Pipoca & Nanquim) - Confinada (Leandro Assis e Triscila Oliveira / Todavia) - Escuta, Formosa Márcia (Marcello Quintanilha / Veneta) - Gioconda (Felipe Pan , Olavo Costa e Mariane Gusmão / Nemo) - Kit Gay (Vitorelo / Veneta) - Livro dos Barcos (Marsal / AVEC) - Mulheres Caídas (Aline Daka / Skript) | [ 37 ] [ 38 ] |
| 2023 | Em Busca do Tintin Perdido Ricardo Leite / Noir                                 | Em Busca do Tintin Perdido Ricardo Leite / Noir                                 | Em Busca do Tintin Perdido Ricardo Leite / Noir                                 | - Alimenta Estes Olhos (Marcello Quintanilha / Veneta) - Andei por Entre as Frestas e Te Trouxe Flores, Pedras e Algumas Miudezas (Paulo Crumbim / Mino) - Barrela (João Pinheiro / Brasa) - Bertha Lutz e a Carta da ONU (Amma e Angélica Kalil / Veneta) - Denise: Arraso (Cora Ottoni / Panini Comics) - Mukanda Tiodora (Marcelo D'Salete / Veneta) - O Essencial do Zé Carioca (Vários autores / Culturama) - Os Estranhos Hóspedes do Hotel Nicanor (Ota e Flavio Colin / MMarte) - Sonhonauta (Shun Izumi / Conrad) - T.A.T.T.O.O.: À Flor da Pele (André Diniz / DarkSide) - Triste República: A Primeira República Comentada por Lima Barreto (Spacca e Lilia Moritz Schwarcz / Quadrinhos na Cia.)                             | [ 39 ] [ 40 ] |